# پروانه‌های پاپشمی
پروانه‌های پاپشمی (نام علمی: Lachnocnema) که معمولاً پاهای پشمی نامیده می‌شود، یک سرده از پروانه‌ها از خانواده گرگ‌پروانگان (Lycaenidae) است که عمدتاً در جنوب صحرای آفریقا یافت می‌شود. شناسایی آنها نیاز به کالبد شکافی دارد تا تمایزهای ظریف دستگاه تناسلی آشکار شود.